# Arrigo Beccari
Arrigo Beccari (Castelnuovo Rangone, 24 agosto 1909 – Nonantola, 27 dicembre 2005) è stato un presbitero e educatore italiano, attivo nella Resistenza e annoverato tra i giusti tra le nazioni allo Yad Vashem per aver assistito e salvato durante la seconda guerra mondiale un gruppo di un centinaio di bambini e ragazzi ebrei rifugiatisi a Villa Emma, a Nonantola (MO). È stato canonico della Basilica Abbaziale di Nonantola, prelato d'onore di Sua Santità, Giusto tra le nazioni, cavaliere dell'Ordine al merito della Repubblica.

## Biografia
Arrigo Beccari nacque nel 1909. A 14 anni entrò in seminario. Ordinato sacerdote nel 1933, divenne insegnante nel Seminario Minore di Nonantola, nonché suo economo. Dal 1939 al 1980 ricoprì anche l'ufficio di parroco nella chiesa di San Pietro a Rubbiara, una frazione di Nonantola.

### Villa Emma
Don Arrigo ebbe un ruolo principale nella vicenda storica di Villa Emma. Nel 1942 l'organizzazione ebraica di assistenza ai rifugiati DELASEM riuscì a ottenere il permesso perché un gruppo di una cinquantina di ragazze e ragazzi ebrei rifugiatisi in Slovenia potesse essere accolto in Italia e il delegato bolognese Mario Finzi prese in affitto la spaziosa Villa Emma, a Nonantola, per dare sistemazione al gruppo. Ad essi in seguito se ne aggiunsero altri, raggiungendo una novantina di ragazzi di varie età e varie provenienze. Presso la villa vissero, fecero scuola, svolsero attività pratiche in condizioni di sostanziale tranquillità. La situazione precipitò dopo l'8 settembre, con l'occupazione nazista. In meno di 36 ore, don Arrigo Beccari e Giuseppe Moreali provvidero a nasconderli, affidandone una parte a una trentina di famiglie locali, collocandone molti altri nel Seminario Abbaziale vestiti da seminaristi, mentre alcune ragazze vennero affidate alle suore come finte novizie.
Tutti i ragazzi, provvisti di documenti falsi, poterono espatriare in Svizzera a piccoli gruppi tra il 6 e il 17 ottobre 1943. Uno soltanto tra i piccoli ospiti di Villa Emma, Salomon Papo, malato di tubercolosi  e ricoverato in ospedale, fu deportato e perì ad Auschwitz. Anche Goffredo Pacifici, il bidello di Villa Emma, fu arrestato e deportato una settimana dopo mentre portava in Svizzera altri ebrei. Dalla Svizzera i ragazzi nel dopoguerra per la maggior parte raggiunsero Israele.

### La Resistenza
Nel frattempo la parrocchia di Rubbiara divenne una centrale importante della Resistenza emiliana: si stampavano nel solaio documenti falsi e materiale di propaganda antifascista, e si dava rifugio a partigiani e ebrei perseguitati, ebrei ferraresi e modenesi che venivano sistemati nelle campagne circostanti, ma anche ebrei mandati da don Leto Casini e dalla curia fiorentina e prigionieri alleati fuggiti dal vicino campo di detenzione di Modena o sbandati.
Arrestato il 16 settembre 1944 per una delazione assieme a don Ennio Tardini, don Beccari fu interrogato ma non confessò mai la sua attività. Rimase sette mesi nel carcere bolognese di San Giovanni in Monte fino alla Liberazione.

### La scuola di Rubbiara
Terminata la guerra e avviate le istituzioni democratiche, le energie di don Arrigo si indirizzarono con decisione all'educazione. Nel 1947 iniziò i suoi corsi la Scuola di avviamento professionale di Rubbiara da lui ideata, legalmente riconosciuta, con caratteri del tutto speciali. Una prima caratteristica era la volontà specifica di contribuire a migliorare le condizioni generali di vita della popolazione, dedicandosi soprattutto ai ragazzi più poveri e agli orfani di guerra, in linea con la sensibilità iniziata insieme a don Zeno Saltini ancora prima del conflitto mondiale. Una seconda caratteristica era il coinvolgimento delle famiglie nelle attività della scuola, non solo per le necessità materiali, ma anche in aspetti della didattica e delle scelte educative. Infine, la scuola di Rubbiara anticipò linee pedagogiche avanzate: tempo pieno, mensa scolastica, attività complementari, abbinamento dell'insegnamento delle discipline teoriche con il dialogo di confronto e con attività pratiche, quali laboratori di arte, teatro, pittura, ceramica, vetreria, canto, danza e teatro. Dopo avere introdotto a professioni qualificate centinaia di giovani, le attività si chiusero quando anche il Comune di Nonantola, nel movimento di tendenza generale dei comuni rurali, si dotò di una scuola media nei primi anni sessanta.
Dal 1980 al 1986 fu parroco di Nonantola, dove rimase fino alla morte, nel 2005.

## Nei media
Arrigo Beccari è interpretato da Giuseppe Rizzo nel film Die Kinder der Villa Emma  del 2016.

## Riconoscimenti
Sono intitolate a don Arrigo Beccari la scuola statale dell'infanzia "Don Beccari" a Nonantola e il nido dell'infanzia "Nido Azzurro - Don Beccari e i ragazzi di Villa Emma" a Castelnuovo Rangone
Gli è stato dedicato un albero nel Giardino dei Giusti di Castelnuovo Rangone.